# Acianthera tikalensis
Acianthera tikalensis är en orkidéart som först beskrevs av Donovan Stewart Correll och Charles Schweinfurth, och fick sitt nu gällande namn av Alec M. Pridgeon och Mark W. Chase. Acianthera tikalensis ingår i släktet Acianthera och familjen orkidéer. Inga underarter finns listade i Catalogue of Life.